# Morillitos
Morillitos är en ort i Mexiko.   Den ligger i kommunen San Dimas och delstaten Durango, i den centrala delen av landet, 900 km nordväst om huvudstaden Mexico City. Morillitos ligger 1 200 meter över havet och antalet invånare är 136.
Terrängen runt Morillitos är bergig åt nordväst, men åt sydost är den kuperad. Morillitos ligger nere i en dal. Runt Morillitos är det mycket glesbefolkat, med 3 invånare per kvadratkilometer. Närmaste större samhälle är Sapiorís, 1,2 km nordväst om Morillitos. I omgivningarna runt Morillitos växer huvudsakligen savannskog.